# Bothriurus cerradoensis
Espèce
Bothriurus cerradoensis est une espèce de scorpions de la famille des Bothriuridae.

## Distribution
Cette espèce est endémique du Tocantins au Brésil. Elle se rencontre vers Dianópolis.

## Description
Le mâle holotype mesure 44,8 mm.

## Étymologie
Son nom d'espèce, composé de cerrado et du suffixe latin -ensis, « qui vit dans, qui habite », lui a été donné en référence au lieu de sa découverte, le Cerrado.

## Publication originale
- Lourenço, Motta, Godoi & Araújo, 2004 : Description of a new species of Bothriurus Peters (Scorpiones, Bothriuridae) from the State of Tocantins, Brazil. Boletín Sociedad Entomológica Aragonesa, vol. 34, p. 69–72 (texte intégral).